# Kapos
Kapos (vyslovováno [kapoš]) je řeka v Maďarsku. Je dlouhá 112,7 km. Pramení v blízkosti vesnice Kiskorpád v župě Somogy, poté prochází župou Tolna a také asi 1,3 km tvoří část její hranice s župou Baranya. Vlévá se u obce Tolnanémedi do řeky Sió.

## Sídla ležící u břehu řeky
Kapos prochází následujícími sídly:
- Kiskorpád
- Kaposfő
- Kaposmérő
- Kaposújlak
- Kaposvár
- Sántos
- Taszár
- Kaposhomok
- Baté
- Mosdós
- Nagyberki
- Szabadi
- Csoma
- Attala
- Kapospula
- Dombóvár
- Döbrököz
- Kurd
- Csibrák
- Dúzs
- Szakály
- Regöly
- Szárazd
- Keszőhidegkút
- Belecska
- Pincehely
- Tolnanémedi

## Přítoky
Do řeky Kapos se vlévají potoky:
- Muskát-patak
- Cingető-patak
- Bárd-patak
- Hetesi-patak
- Jutai-árok
- Zselic-patak
- Deseda-patak
- Taszári-árok
- Baranya-csatorna
- Hábi-csatorna
- Kiskonda-patak
- Koppányi-patak